# Anomoeotes diaphana
Anomoeotes diaphana is een vlinder uit de familie Himantopteridae. De wetenschappelijke naam van deze soort is voor het eerst geldig gepubliceerd in 1932 door Hering.
De soort komt voor in tropisch Afrika.